# Scarto
In enigmistica lo scarto è uno schema che lega fra loro due parole in modo che la seconda si ottenga togliendo una lettera o una sillaba dalla prima. È pertanto contrapposto alla zeppa, ma con la particolarità comune al cambio di poter specificare la propria tipologia, anche se sempre più spesso si trova nei giochi enigmistici la denominazione di scarto senza aggettivi. Si possono pertanto avere:
- lo scarto di consonante (la lettera scartata si trova in mezzo alla parola ed è una consonante);
- lo scarto di vocale (la lettera si trova in mezzo alla parola ed è una vocale);
- lo scarto iniziale (la lettera si trova all'inizio della parola);
- lo scarto finale (la lettera si trova alla fine della parola);
- lo scarto di estremi (le lettere scartate sono due e si trovano rispettivamente all'inizio e alla fine della parola).

Al pari del cambio e della zeppa lo scarto può essere realizzato in successione.
I nomi alternativi dello scarto usati in passato attengono all'ambito fonetico: aferesi (scarto iniziale), sincope (scarto), apocope (scarto finale). Come quelli della zeppa sono poi stati abbandonati perché insufficienti a descrivere il fenomeno enigmistico. Si registra tuttavia un'altra terminologia desueta, comune nel XIX secolo e di carattere beffardamente sanguinario: decapitazione (scarto iniziale), sventramento (scarto), amputazione (scarto finale). Tali nomi sono ancora registrati dai dizionari (così, ad es., il De Mauro De Mauro - amputazione, su old.demauroparavia.it (archiviato dall'url originale il 1º gennaio 2008). De Mauro - decapitazione, su old.demauroparavia.it (archiviato dall'url originale il 1º gennaio 2008).).
Oltre che negativo della zeppa, lo scarto è infine alla base di giochi più complessi: quelli della cosiddetta famiglia dei biscarti, che comprende il biscarto vero e proprio, il lucchetto, la cerniera e la doppia estrazione.

## Esempi
- Scarto (di consonante): porzione / pozione
- Scarto (di vocale): bacio / baco
- Scarto iniziale: cappello / appello
- Scarto finale: Gange / gang
- Scarto di estremi: asporto / sport
- Scarti: partente / parente / parete / prete